# Abdol-Hossein Sardari
Pour les articles homonymes, voir Sardari.
Abdol-Hossein Sardari (en persan : عبدالحسین سرداری ; né à Téhéran en 1914 et mort à Nottingham en 1981) est un homme d'État et un diplomate iranien.

## Biographie
Consul d'Iran à Paris pendant la Seconde Guerre mondiale, il sauve des centaines de Juifs, d'abord iraniens puis non iraniens, en leur permettant de quitter le pays. Mort dans un certain dénuement (l'Iran ne lui versant plus de pension après la révolution islamique de 1979), son œuvre ne sera vraiment reconnue que de façon posthume. Il est aujourd'hui comparé à Oskar Schindler,.
Il est l'oncle d'Amir Abbas Hoveida et Fereydoun Hoveyda.